# Simon Archer
Simon Archer (n. 27 iunie 1973, Royal Leamington Spa, Anglia, Regatul Unit) este un jucător de badminton ce a reprezentat Anglia, medaliat olimpic. A participat la 2 ediții ale Jocurilor Olimpice (1996, 2000) în care a câștigat 1 medalie de bronz.